# Medical Student Journal Club
Medical Student Journal Club (MSJC) so leta 2012 ustanovili študentje Medicinske fakultete v Ljubljani in je le eden od štirih debatnih klubov družine Journal Club (JC).

## Zgodovina JC
Projekt JC se je začel leta 2010 in sicer kot Cardio Journal Club (CJC). Danes družino JC gradijo Interna Journal Club, Pediatric Journal Club, Psychiatric Journal Club in Medical Student Journal Club.

## Aktivnosti MSJC
Glavni namen MSJC je širjenje ideje odprte komunikacije med študenti medicine, bodočimi zdravniškimi kolegi in sodelovanje na mednarodni ravni. 

### MSJC debate
Od oktobra do aprila poteka v sklopu študentskega kluba 7 debat z različnih področij interne medicine, kirurgije in farmakologije. Vsako debato vodi študent medicine od 4. do 6. letnika ter absolventi. Pri pripravi študentu pomaga mentor, ki je specialist določenega področja medicine. Vsako debato gradijo trije sklopi. V prvem delu študent s predavanjem predstavi teoretično ozadje s področja na katerega bo potekala debata. V drugem delu mentor predstavi klinični primer iz svoje prakse. V tretjem delu pa sledi diskusija med vsemi udeleženci.  

### MSJC telekonference
Novembra 2013 je bila organizirana 1. MSJC telekonferenca. Srčni kirurg slovenskega rodu, Igor D. Gregorič iz Houstona, ZDA se je v živo povezal z veliko predavalnico Medicinske fakultete v Ljubljani. Naslov predavanja je bil mehanska cirkulatorna podpora. 
Druga telekonferenca je potekala 25.2. Predavatelj je bil prav tako Gregorič. Naslov predavanja je bil presaditev srca.  

### Mednarodni kongres PRO ET CONTRA
Mednarodni kongres MSJC PRO ET CONTRA je premierno potekal v prvi sezoni MSJC. V dveh dneh študentje medicine skupaj z mentorji pripravijo 22 debat z različnih področij medicine, ki so razdeljene v 11 sklopov. V vsakem sklopu potekata dve debati. Uradni jezik kongresa je angleščina. 
Glavni namen dogodka je predstavitev medicinskih tem po načelu za in proti. Določeno področje se na ta način natančno predela poslušalci pa imajo priložnost na enem mestu slišati prednosti in pomanjkljivosti določene terapevtske ali diagnostične metode. Kongres omogoča slovenskim študentom medicine povezovanje s študenti evropskih medicinskih.

#### DOSEDANJI PRO ET CONTRA KONGRESI
1. Bled, 2013
2. Ljubljana, 2014

## Nagrade
MSJC je prejel nagrado DRZNI 2013 in sicer za drznost pri širjenju ideje odprte komunikacije med študenti medicine. 